# Кожкевський замок
Кожкевський замок (пол. Zamek w Korzkwi) — лицарський замок, розташований на Краківсько-Ченстоховській височині у селі Кожкев в гміні Зельонки Краківського повіту Малопольського воєводства в Польщі. Замок належить до системи так званих Орлиних Гнізд.

## Історія
Замок найбільш імовірно було засновано у XIV столітті. У 1352 році Ян з Сирокомлі придбав пагорб Кожкев і збудував на ньому прямокутну, кам’яну вежу, що мала підземелля та виконувала оборонну та житлову функції.
Під час війни з хрестоносцями у 1409—1411 роках тут правив Закліка, який раніше був бурграфом Чорштина. Після його смерті у 1420 році він замок дістався його синові — Миколаю, у той час родину Сирокомлів почали називати Кожкевськими. Після смерті чергового представника родини — Станіслава, його дочка Барбара у 1486 році продала замок перемишлянському хорунжому Стефану Святополку Болестрашицькому з Іжондз.
Пізніше замком володіли Миколай Хоронжиць, Петро Крупек, Миколай Яскер, родина Зборовських.
У 1572 році як власник замку згадується настоятель костелу в Мехові Шимон, який взяв прізвище Луговський.
У 1587 році на замку зупинялася частина військ прихильників Максиміліана III Австрійського, під командуванням Стадницького і Росмана, яку невдовзі було розбито коронним гетьманом Яном Замойським.
Від нащадків Луговського замок перейшов у власність Міхала Йордана та його нащадків, один з яких —добжицький староста Міхал Стефан, перебудував замок у резиденцію в італійському стилі.
Потому замком впродовж нетривалого часу володів Теодор Вессель, а після нього — родина Воджицьких, які стали останніми мешканцями замку. У 1805 році вони переселилися у садибу біля підніжжя замкового пагорбу, а замок з того часу почав занепадати.
У середині XIX століття Воджицькі продали замок Юзефу Зедельмайєру, який здійснив тут ремонтні роботи з метою пристосування замку до функцій фільварочної комори. Після його смерті замок часто змінював власників і дедалі більше занепадав. 
У 60-их роках XX століття було здійснено укріплення стін замку та очищено його від сміття.

## Сучасність
У 1997 році замок було передано приватному інвестору, який здійснив його повну і детальну реконструкцію. В наш час замок виконує готельно-конференційні функції та є головною туристичною принадою Кожкевського культурного парку.

## Світлини

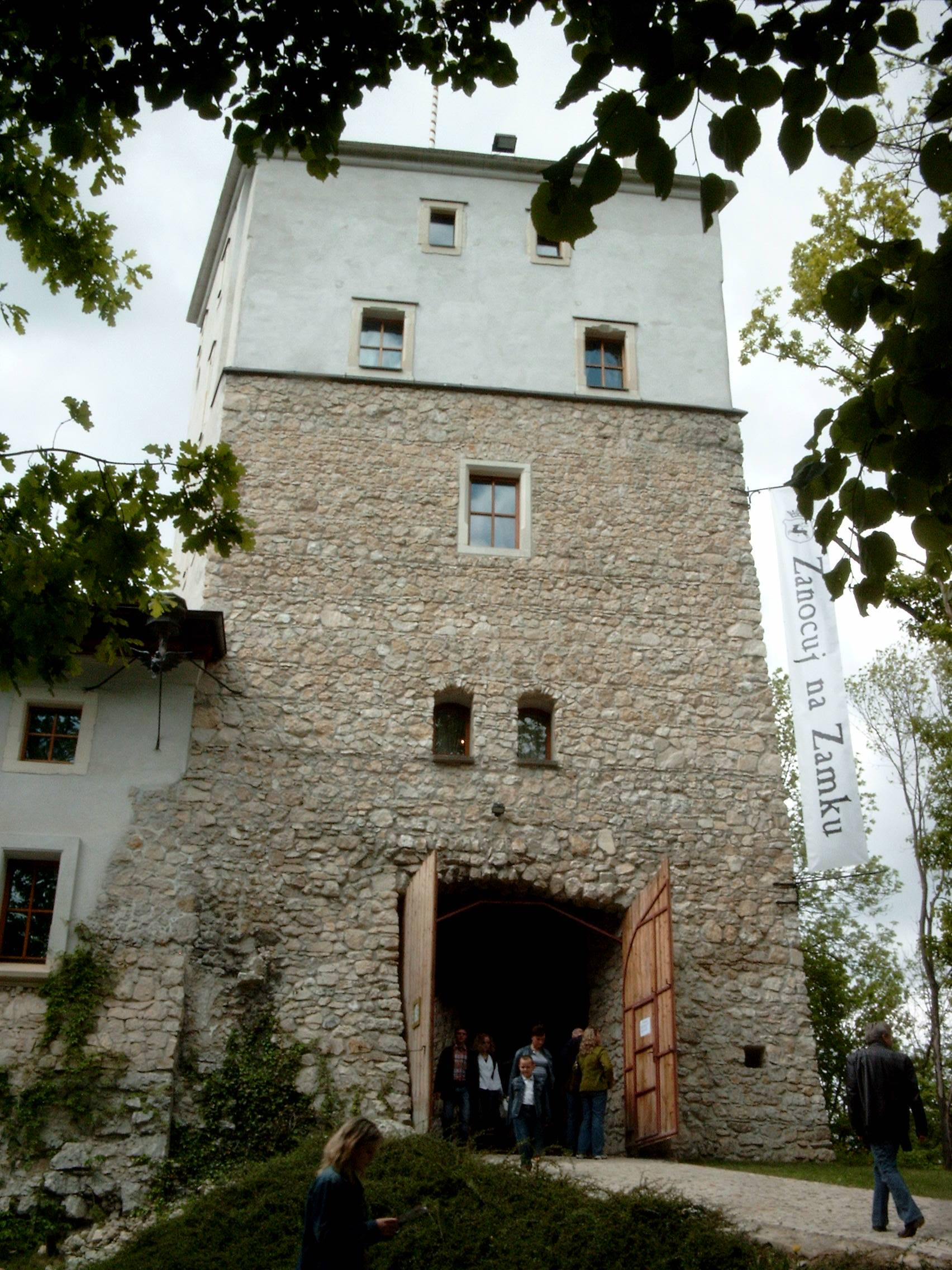
Надбрамна вежа
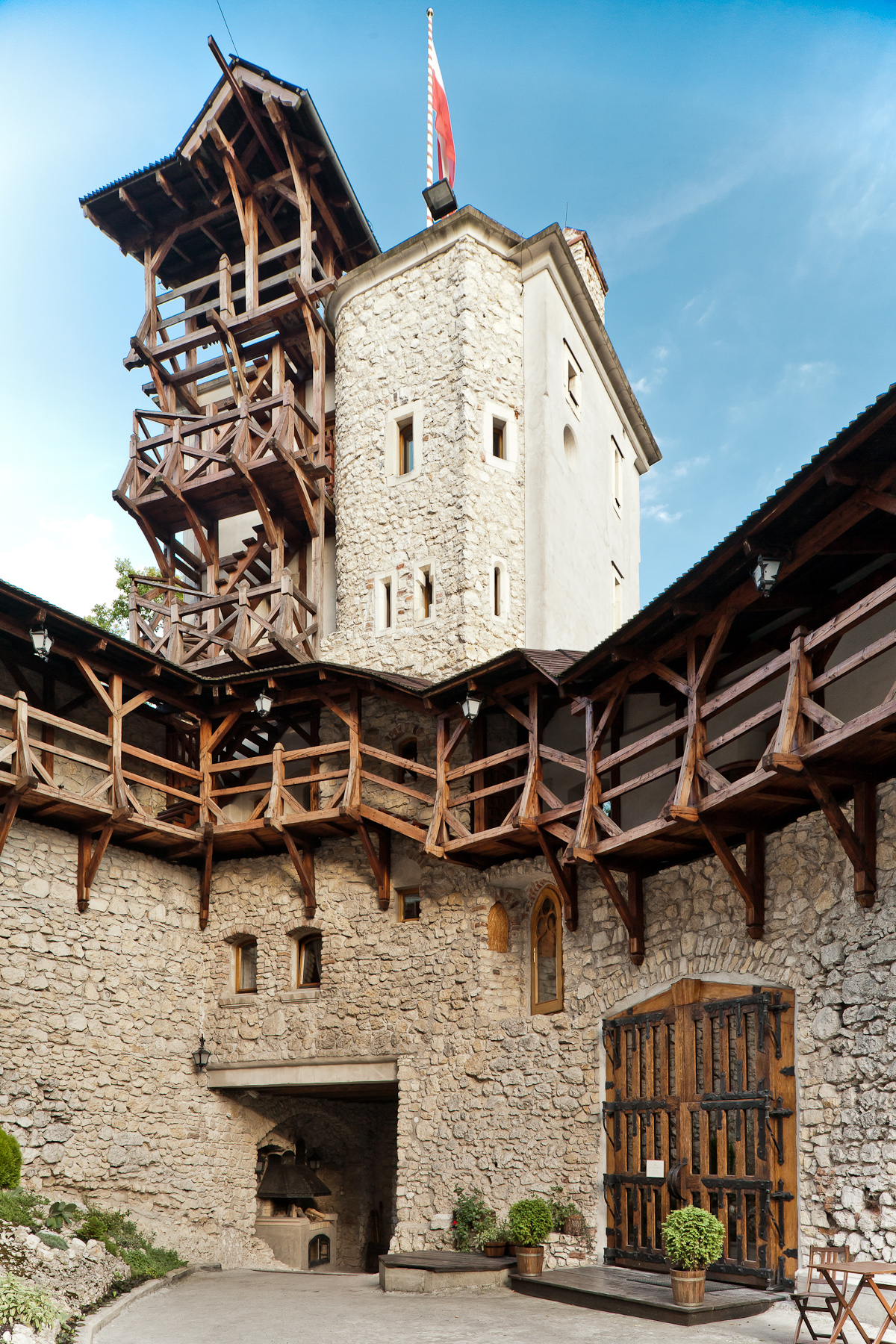
Вигляд вежі із замкового двору
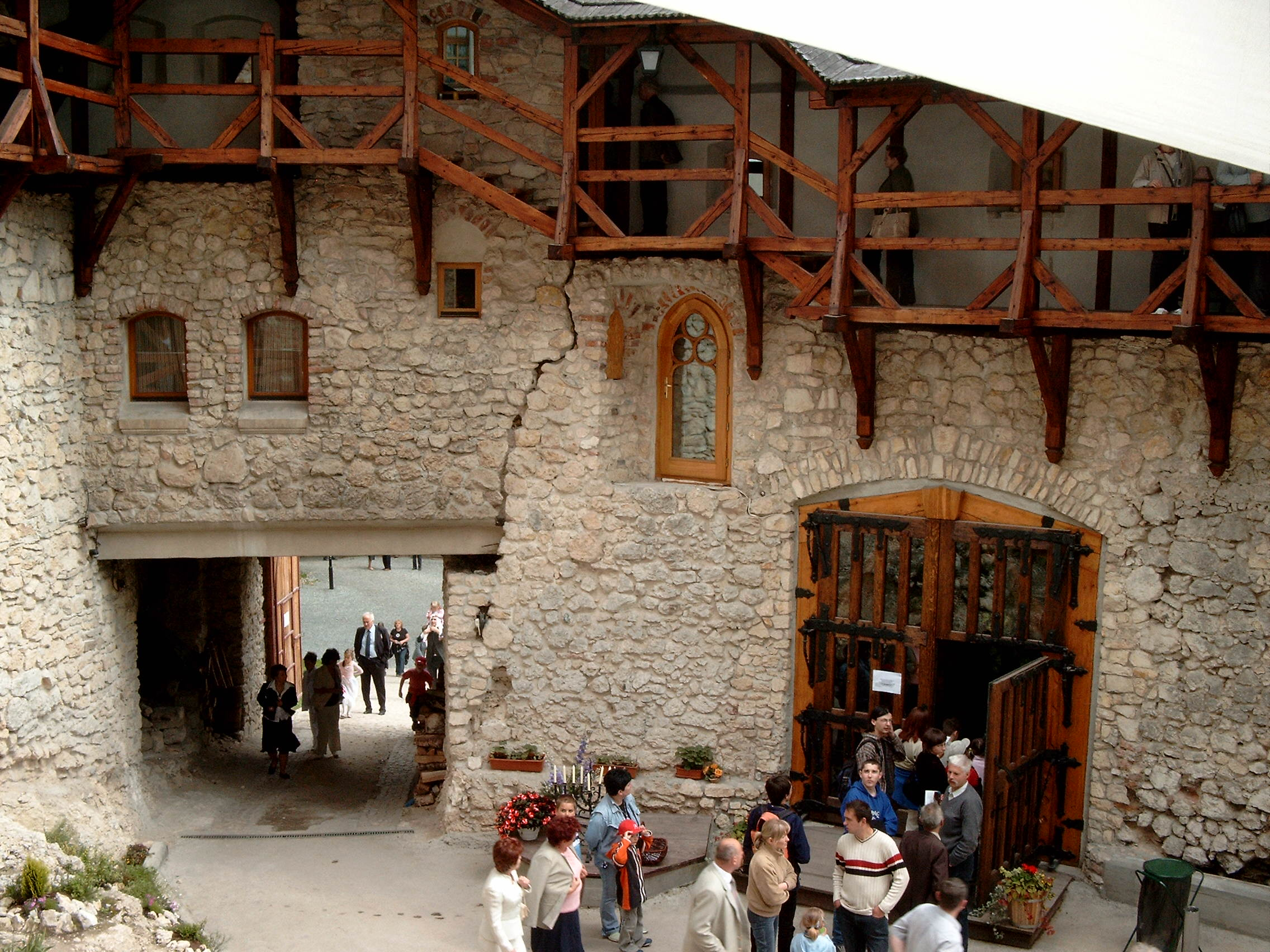
Замковий двір